# Erieopterus
Erieopterus é um gênero de euriptérido pré-histórico encontrado em estratos marinhos e de água doce do Siluriano ao Devoniano da Europa e da América do Norte. O gênero contém oito espécies do Siluriano ao Devoniano, recuperadas tanto na América do Norte quanto na Europa.

## Espécies
- Erieopterus eriensis  (Whitfield, 1882) — Siluriano, EUA
- Erieopterus hypsophthalmus Kjellesvig-Waering, 1958 — Siluriano, EUA
- ?Erieopterus laticeps (Schmidt, 1883) — Siluriano, Noruega
- ?Erieopterus limuloides (Kjellesvig-Waering, 1948) — Siluriano, EUA
- Erieopterus microphthalmus  (Hall, 1859) — Devoniano, EUA & Canadá
- ?Erieopterus phillipsensis Copeland, 1971 — Siluriano. Canadá
- ?Erieopterus turgidus Stumm & Kjellesvig-Waering, 1962 — Siluriano, EUA